# Château de Segonzac (Dordogne)
Pour les articles homonymes, voir Château de Segonzac (homonymie).
Le château de Segonzac est un repaire noble, mentionné dès le XIIIe siècle, situé à Segonzac, dans le département français de la Dordogne.

## Famille de Bardon de Segonzac

### Blason
D'or à l'aigle de profil de sable, langué et armé de gueules empiétant un barbeau du second émail loré du troisième et lui becquetant la tête, posé en face sur une rivière d'argent mouvante de la pointe de l'écu. Le canton dextre du chef chargé d'un croisette de gueules.
Ces armes sont toujours sculptées sur les ruines du château de Migofolquier, alias Viregogue, commune de Saint-Cyprien, en Dordogne.

### Titres de noblesse
Exemption de tailles par sentence de l'Élection de Périgueux du 12 décembre 1614[incompréhensible], sur preuves de noblesse établies depuis 1518, maintenue le 26 janvier 1667 par Pellot[incompréhensible], vote noble à Périgueux en 1789, titre de bardon de Segonzac par lettres patentes de février 1623 enregistrées au Parlement de Bordeaux, le 12 mai 1623 ANF[style à revoir].
La famille de Bardon de Segonzac, vieille famille de noblesse d'extraction, apparaît pour la première fois en Périgord à la fin du Moyen Âge, dans la paroisse de Lussac, aujourd'hui intégrée à la commune de Saint-Cyprien.
Il est tentant de les rattacher à une vieille famille de Bardon, de la province voisine de l'Angoumois, bien présente au XIVe siècle, et surtout à Michel de Bardon, écuyer, qui servit avec sa compagnie sous le commandement de Louis de Sancerre, maréchal de France et qui en 1375 donna quittance de ses gages lors des guerres "du Roy nostre  seigneur" qu'il avait menées en Flandre contre les Anglais, en Saintonge, Angoumois, Limousin et Périgord.
Quoi qu'il en soit, la filiation connue de la famille en Périgord, commence avec "noble homme" Guillaume de Bardon qui du fait de sa femme Géraude de Mercat, épousée au début du XVe siècle, fille de Marie Folquier, devint seigneur du repaire de Migofolquier, paroisse de Lussac. Cette famille Folquier, connue par un hommage du même repaire dès 1307, avait été si connue localement, que dans certains actes, le fils de Guillaume de Bardon, Jean, est parfois désigné sous le nom de Jean Folquier.

### Un noble lignage

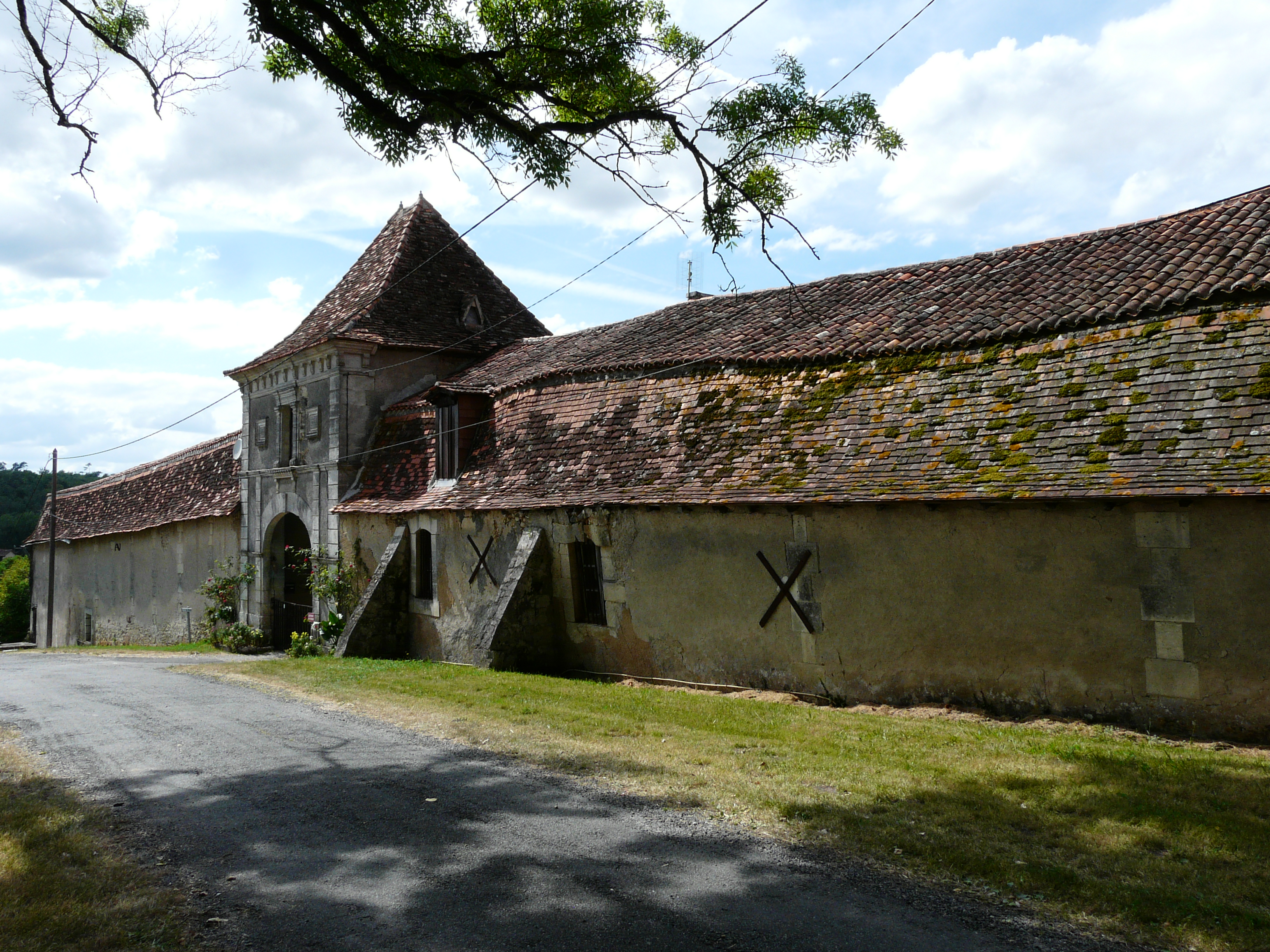
Le château de Segonzac, façade sud

À l'origine, ces Bardon étaient un lignage de nobles hommes qui avaient fort à faire[style à revoir] pour défendre leurs droits face aux puissants seigneurs dont ils étaient vassaux pour maintes terres :
les Beynac, seigneurs de Commarque. Dès cette époque cependant, ils étaient en bonne compagnie[style à revoir] et ne se mariaient qu'avec les vieux lignages chevaleresques[incompréhensible] des environs, les Marqueyssac, les Fénelon, les Carbonnières.
De la descendance de Guillaume de Bardon ne subsiste aujourd'hui que la branche de Segonzac, issue de Raymond de Bardon, un cadet qui, à la suite de son mariage avec l'héritière des Viguier, hérita du château de Segonzac, situé dans l'ouest du Périgord à 13 km de Ribérac et 30 km ouest de Périgueux. Il y était installé dès 1584.
Le 19 octobre 1584 en effet[incompréhensible], est-il écrit dans le vieux registre des insinuations de Périgueux, « au château de Segonzac en Périgord fut passé le contrat de mariage de Léonard du Mas, écuyer, seigneur dudit lieu, habitant le repaire noble de Gragniac (Grignols) avec Anne de Bardon, fille de feu Geoffroy et de Marthe de Carbonnières, sœur de Raymond ».
Baron de Segonzac en 1623[incompréhensible].
Le fils de ce Raymond, Marc, Comte de Bardon, est un grand personnage de la famille. Militaire sous le règne du roi Louis XIII, il obtint au mois de février 1623 des lettres patentes, en forme de charte, par lesquelles le roi érigea en sa faveur, en titre de baronnie, la terre et seigneurie de Segonzac, mouvante du comté de Périgord, « tant en considération des hoirs et recommandables services qu'il avait rendus au voyage du Béarn, aux sièges de Saint Jean d'Angély, de Clairac, de Montravel et de Tonneins et pendant la rébellion de ceux de la religion prétendue réformée, qu'en considération des services que ses prédécesseurs avaient rendu en plusieurs occasions, aux Rois, prédécesseurs de sa majesté » signé LOUIS.
À la suite de Raymond de Bardon, les barons de Segonzac et leurs frères cadets, servirent sous le règne de Louis XIV, soit comme capitaine d'infanterie, soit comme garde du corps du Roi ou page de la Grande Écurie.
À la fin du XVIIIe siècle, ils étaient trois frères dans les armées :
- Jean-Louis l'aîné, maréchal de camp en 1788 et qui mourut célibataire à Segonzac en 1810
- Marc-Antoine, lieutenant-colonel, qui émigra dans l'armée des Princes en 1791 et mourut à la suite d'une action menée près de Nimègue[7].
- Pierre François de Bardon de Segonzac, capitaine des vaisseaux du Roi, contre amiral et commandeur de l'Ordre de Saint-Louis en 1816, qui épousa le 3 février 1780 fille Anne Stapleton, fille de Jean II Stapleton. À la veille de la Révolution, les Bardon feront de grands travaux dans leur château de Segonzac. C'est à cette époque qu'ils vendirent le grand domaine et seigneurie des Bourboux dont ils avaient hérité à François-Côme du Mats (sic), écuyer seigneur de la Lande[8].

Le dévouement de la famille de Bardon au service de la famille royale se poursuivit sous la Restauration car Louis-Joseph de Bardon, baron de Segonzac, plus tard connu sous le titre de marquis, fut gentilhomme des rois Louis XVIII et Charles X, et son fils fut page de Charles X.
Au XXe siècle, l'une des personnalités notables de la famille est René de Segonzac (1867-1962), militaire, écrivain et explorateur en Afrique, Côte d'Ivoire, au Maroc, etc., ami et aide de camp du Maréchal Lyautey et du Père de Foucauld, qui, tous deux, furent témoins de son mariage avec son épouse d'origine belge.

## Le donjon de Viregogue
Ce repaire et fief de Migofolquier tirait son nom de son titulaire au XVe siècle, Hugo Folquier. Il était aussi appelé le Castel. Aujourd'hui ruiné, il est connu aujourd'hui sous le nom de Viregogue.
« A mi - chemin entre Campagne et Les Eyzies, et sur la rive gauche de L a Vézère, attiré par la beauté des sites, le touriste rencontre un hameau: La Vergnolle, dominé à l'Est par un massif imposant. Il découvre au sommet de ce - puy- sur une tête rocheuse, les ruines du chàteau de Viregogue. Le donjon démantelé semble défier quelque ennemi lointain. Tout autour des murs croulent, sous le lierre ; des vestiges d'habitations témoignent d'un passé animé. Du haut de la tour, l'amateur de vieilles ruines pourra embrasser du regard les collines boisées et les plaines qui s'étirent à l'infini, et, en ces lieux désolés, revivre, au gré de son imagination, le passé du vieux castel. ».
Ces ruines portent encore les armes des Bardon, décrites ci-dessus.
En attendant de connaître le lieu d'origine des Bardon, Migofolquier, aujourd'hui, Viregogue, est bien leur berceau.

## Pour approfondir